# Монтферланд
Монтферланд (нидерл. Montferland) — община в нидерландской провинции Гелдерланд. Была основана 1 января 2005 года через объединение Дидама и Берха.